# Comté de Lake (Dakota du Sud)
Pour les articles homonymes, voir Comté de Lake.
Le comté de Lake est un comté situé dans l'État du Dakota du Sud, aux États-Unis. En 2010, sa population est de 11 200 habitants. Son siège est Madison.

## Histoire
Créé en 1873, le comté doit son nom aux nombreux lacs qui occupent son territoire. Cependant, plusieurs comtés de l'État comptent davantage de lacs que celui de Lake.

## Villes du comté
- City :
  - Madison
- Towns :
  - Nunda
  - Ramona
- Village :
  - Wentworth
- Census-designated places :
  - Brant Lake South
  - Chester
  - Lake Madison
  - Winfred

## Démographie
Selon l'American Community Survey, en 2010, 97,44 % de la population âgée de plus de 5 ans déclare parler l'anglais à la maison, 1,17 % l'espagnol, 0,76 % l'allemand et 0,63 % une autre langue.
| 1880  | 1890  | 1900  | 1910   | 1920   | 1930   |
| ----- | ----- | ----- | ------ | ------ | ------ |
| 2 657 | 7 508 | 9 137 | 10 711 | 12 257 | 12 379 |

| 1940   | 1950   | 1960   | 1970   | 1980   | 1990   |
| ------ | ------ | ------ | ------ | ------ | ------ |
| 12 412 | 11 792 | 11 764 | 11 456 | 10 724 | 10 550 |

| 2000   | 2010   | - | - | - | - |
| ------ | ------ | - | - | - | - |
| 11 276 | 11 200 | - | - | - | - |